# Goniopsis cruentata
Goniopsis cruentata är en kräftdjursart som först beskrevs av Pierre André Latreille 1802.  Goniopsis cruentata ingår i släktet Goniopsis och familjen ullhandskrabbor. Inga underarter finns listade i Catalogue of Life.